# Дроб
Дроб — блюдо румынской кухни. Представляет собой фарш из субпродуктов ягнёнка, завёрнутый в сальник и жареный как мясной рулет.

## Описание блюда
Основными компонентами являются субпродукты баранины (печень, легкие, селезёнка, сердце и почки), овощи (лук, укроп, петрушка, чеснок, любисток), яйца (сырые и варёные), хлебный мякиш, замоченный в воде или молоке. Потроха барана мелко нарезают и смешивают с другими ингредиентами и специями. Фарш заворачивают в сальник. Затем дроб укладывают на противень и запекают в духовке. Как вариант, вначале сальник могут разрезать на небольшие квадратики, в которые заворачивают фарш как в голубцы, а затем запекают с сыром. Также вместо сальника иногда используют тесто. Традиционно дроб готовят на Пасху.

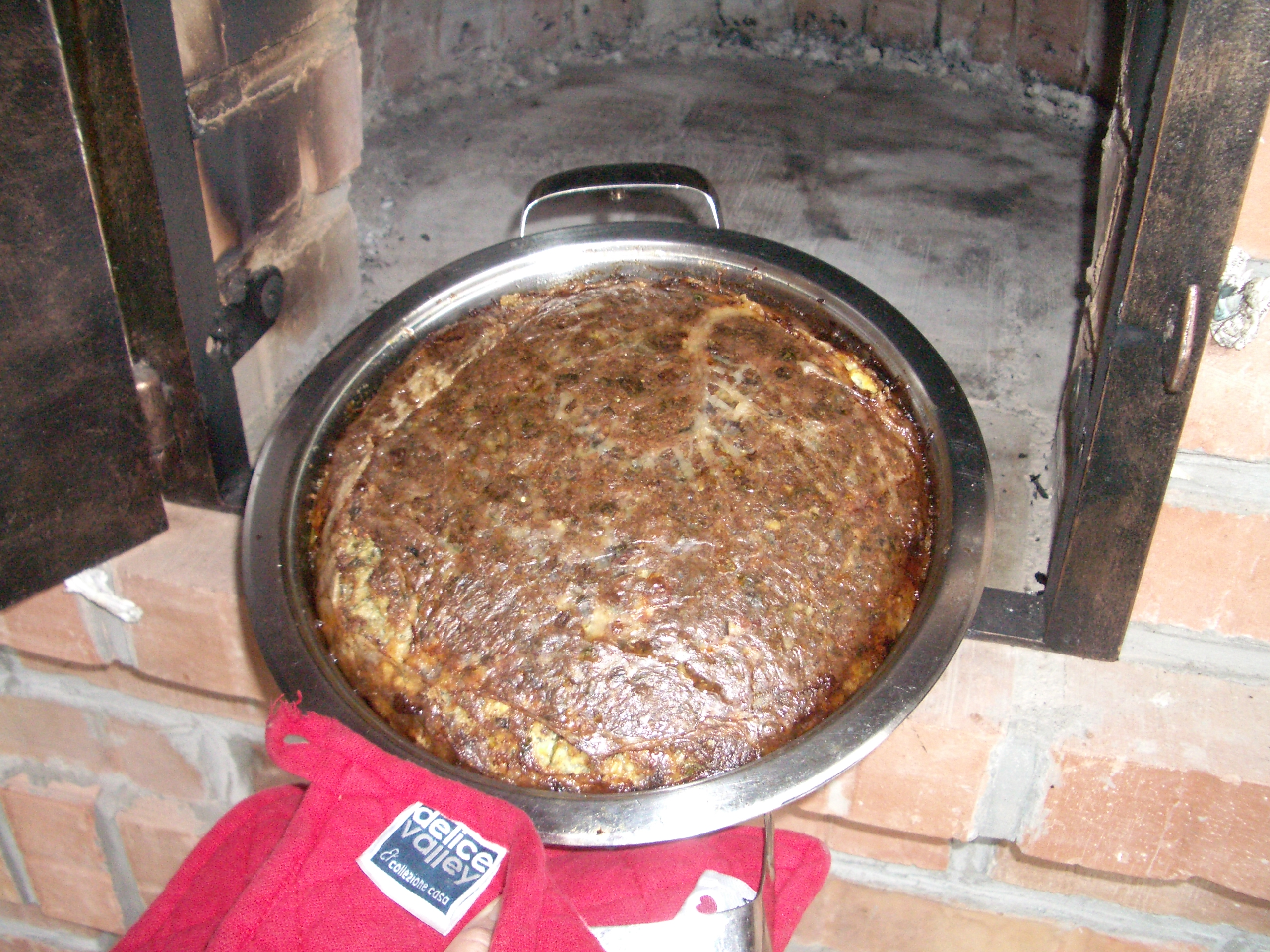
Дроб